# Notommata pygmaea
Notommata pygmaea är en hjuldjursart som beskrevs av Harry K. Harring och Myers 1922. Notommata pygmaea ingår i släktet Notommata och familjen Notommatidae. Inga underarter finns listade i Catalogue of Life.